# Ochtrup

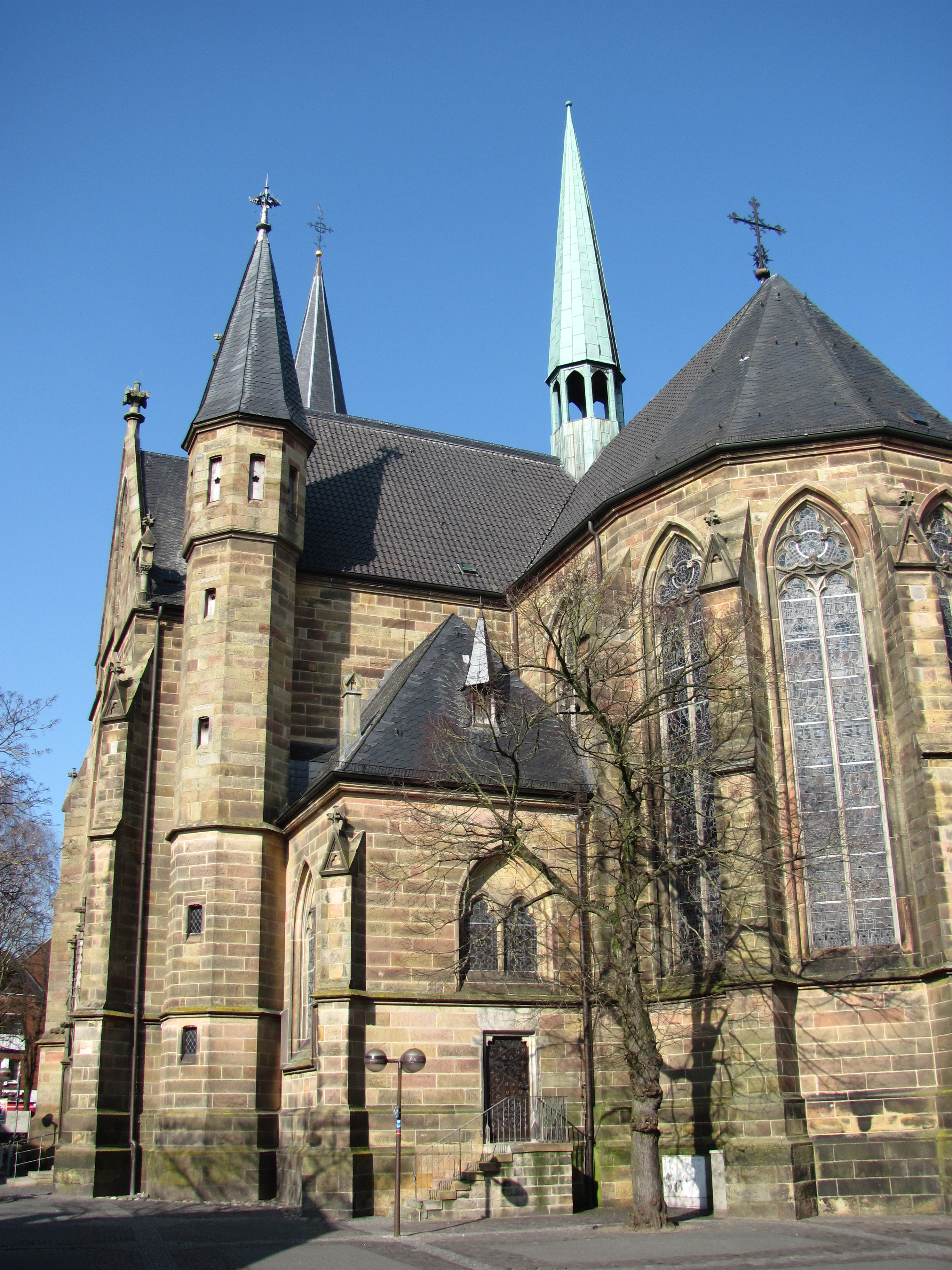
St Lamberti-kyrkan

Ochtrup är en stad i Kreis Steinfurt i Regierungsbezirk Münster i förbundslandet Nordrhein-Westfalen i Tyskland.